# Heinrich von Ficker
Heinrich von Ficker (Monaco di Baviera, 22 novembre 1881 – Vienna, 29 aprile 1957) è stato un meteorologo, geofisico e alpinista austriaco.
Era il figlio dello storico Julius von Ficker (1826-1902).

## Carriera
Dal 1911 fu professore di meteorologia all'Università di Graz e dal 1923 al 1937 fu professore all'Università di Berlino. Durante il suo mandato a Berlino, trascorse diversi anni come direttore del Prussian Meteorological Institute. Dal 1937 fino al suo ritiro nel 1952, fu professore all'Università di Vienna e direttore della Zentralanstalt für Meteorologie und Geodynamik (Istituto centrale di meteorologia e geodinamica) (ZAMG).
Nel 1906 e nel 1910, mentre si trovò a Innsbruck, Ficker eseguì ampi studi scientifici che coinvolgevano la dinamica dei venti alpini. Con il biometeorologo Bernhard de Rudder (1894-1962), fu autore del trattato Föhn und Föhnwirkungen. Ficker fu anche responsabile di importanti ricerche su arie fredde e ondate di calore che si verificano in Russia e nell'Asia settentrionale.